# Neopelma chrysolophum
A Neopelma chrysolophum a madarak osztályának verébalakúak (Passeriformes) rendjébe és a piprafélék (Pipridae) családjába tartozó faj.

## Rendszerezése
A fajt Oliverio Mario Pinto brazil ornitológus írta le 1944-ben, az aranyhomlokú légykapópipra (Neopelma aurifrons) alfajaként, Neopelma aurifrons chrysolophum néven.

## Előfordulása
Brazília délkeleti részén honos. Természetes élőhelyei a szubtrópusi és trópusi hegyi esőerdők és cserjések. Állandó, nem vonuló faj.

## Megjelenése
Testhossza 13 centiméter.
|  |

## Életmódja
Tápláléka kisebb gyümölcsökből és rovarokból áll.

## Természetvédelmi helyzete
Az elterjedési területe elég nagy, egyedszáma pedig stabil. A Természetvédelmi Világszövetség Vörös listáján nem fenyegetett fajként szerepel.